# Boda distrikt, Dalarna
Boda distrikt är ett distrikt i Rättviks kommun och Dalarnas län. Distriktet ligger omkring Boda och Gulleråsen i östra Dalarna.

## Tidigare administrativ tillhörighet
Distriktet inrättades 2016 och utgörs av Boda socken i Rättviks kommun.
Området motsvarar den omfattning Boda församling hade vid årsskiftet 1999/2000.

## Tätorter och småorter
I Boda distrikt finns två tätorter men inga småorter.

### Tätorter
- Boda
- Gulleråsen